# Улица Пашковского (Владикавказ)

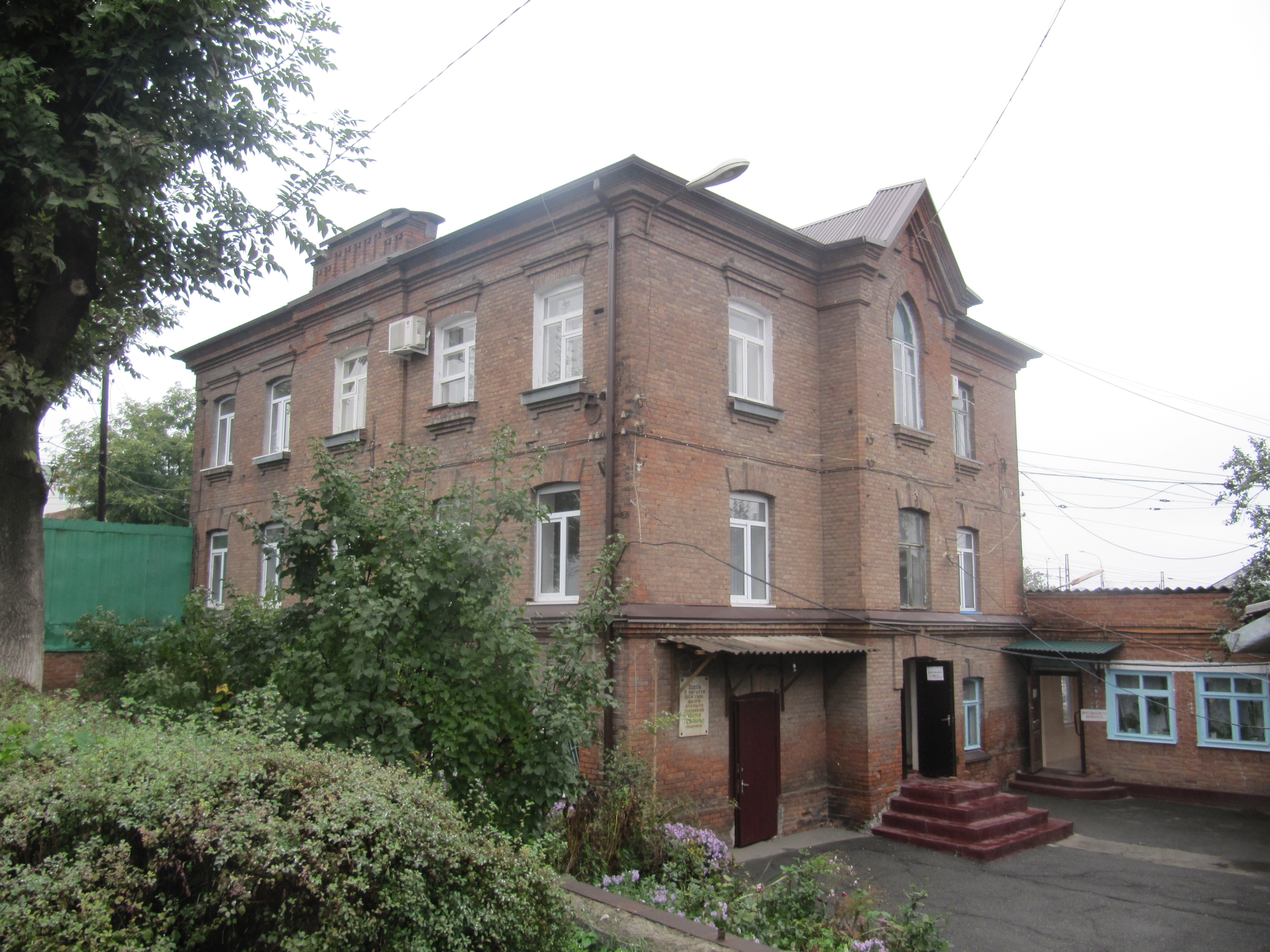
Здание трамвайного депо

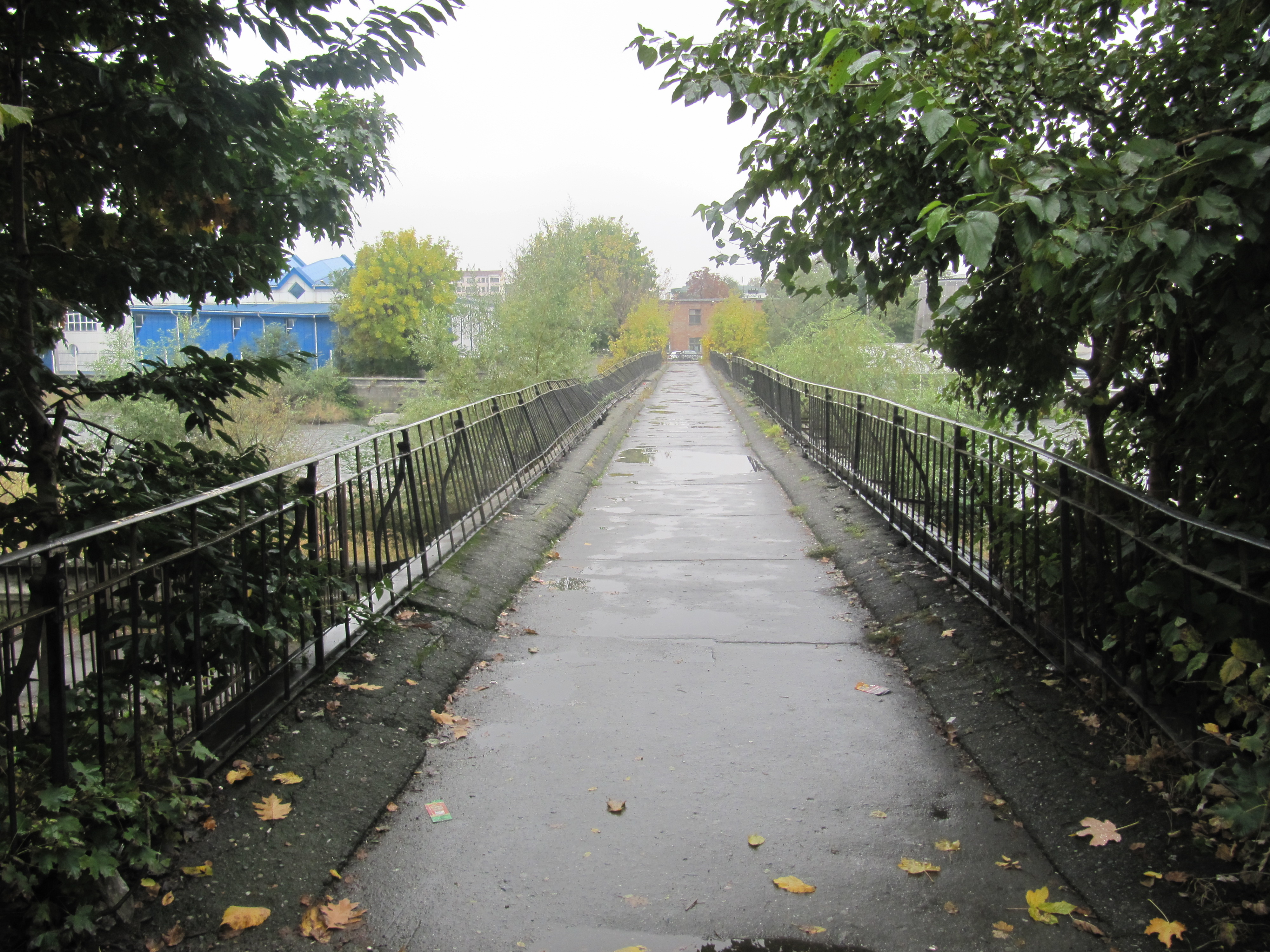
Трамвайный мост

Улица Пашковского — улица во Владикавказе (Северная Осетия, Россия). Находится в Затеречном муниципальном округе между левым берегом реки Терек и Ардонской улицей. Начало от реки Терек.
Улица Пашковского пересекается с улицами Коцоева, Ватаева, Карла Маркса и с проспектом Коста. От улицы Пашковского начинается Тенгинская улица.

## История
Названа в честь революционера и активного участника революционных событий на Тереке Ю. Г. Пашковского.
Улица образовалась в середине XIX века. Отмечена на плане города Владикавказа как Генеральская улица. Упоминается под этим же названием в Перечне улиц, площадей и переулков от 1911 года.
25 октября 1922 года постановлением заседания Исполкома Владикавказского Городского Совета рабочих, крестьянских и красноармейских депутатов (протокол М 41, п. 1), Генеральская улица была названа в честь Маршала Советского Союза С. М. Буденного: «В ознаменование 5-й годовщины Октябрьской революции Исполком постановил: переименовать улицу Генеральскую в ул. имени тов. Буденного». Упоминается под этим же названием в Перечне улиц, площадей и переулков от 1925 года.
17 октября 1957 года решением заседания Исполкома Орджоникидзевского Городского Совета народных депутатов трудящихся (протокол № 20, § 544, п. 2), улица Будённого была переименована в Трамвайную улицу: «Уличный проезд, проходящий между кварталами № 38, 37, 33, 32 и кварталами № 50, 51, 52, 53, ранее именованный улицей Буденного, переименовать в улицу Трамвайная».
В 1960-х годах по инициативе министра внутренних дел по Северной Осетии Карасаева В. Д. был построен стадион «Динамо». До начала Великой Отечественной войны на месте современного стадиона находилась роща, названная именем члена Городской Думы Яворского. В 1942 году при приближении немецких войск к Владикавказу деревья в роще были спилены для обустройства фортификационных сооружений.
12 ноября 1959 года решением Исполкома Орджоникидзевского Городского Совета депутатов трудящихся (протокол № 21, § 338, п. 7), к Трамвайной улице был присоединён Садовый переулок: «В целях устранения неудобств при наличии одноимённых названий уличных проездов, ул. Садовая и переулок Садовый между кварталами 48-49 считать, как указано в натуре, улицей Трамвайной».
26 октября 1967 года решением Исполкома Орджоникидзевского Городского Совета депутатов трудящихся (протокол № 19, решение № 254, п. 2), Трамвайная улица переименована в улицу Пашковского: «В связи с 50-летием Великой Октябрьской социалистической революции, с целью увековечения памяти активного участника Гражданской войны на Тереке переименовать ул. Трамвайную в улицу Ю. Пашковского».

## Объекты
Здания
- 2 — Комплекс зданий «Анонимного общества Владикавказских электрических трамваев и освещения». Памятник архитектуры культурного наследия России (№ 1530320000). Состоит из следующих зданий:
  - Литер А — Административный корпус
  - Литер Л — Трамвайное депо
  - Литеры Л2, Н, М2 — ремонтные мастерские
  - Литеры Литер М, М2 — котельная
- 14 — в этом доме с 1924 по 1937 год проживал осетинский поэт Александр Кубалов[10]. Построен в 1860 году. Памятник истории культурного наследия России (№ 1530322000)
- 16 — бывший дом Фролкова

Другие объекты
- Стадион «Динамо».
- Трамвайное депо ВМУП «ВладЭлектроТранс».
- Трамвайный мост — пешеходный мост через реку Терек, в створе улицы Пашковского. Построен в 1903 году. Памятник архитектуры (№ 1530319000). Первый из железобетонных мостов подобной конструкции и пролёта в России.

## Транспорт
С 1904 по 1936 год, по улице проходила трамвайная линия узкой колеи. В 1936 году проложена ширококолейная служебная ветка в трамвайное депо.
В 1930-х годах по улице проходил один из первых маршрутов городского автобуса.